# 谷姐网
谷姐网（英語：Goojje）是一个已关闭的中国大陆网站。

## 发展
2010年1月14日，深圳市8名80后大学生为核心的团队应谷歌退出中国事件创立谷姐网。
该网站的域名戏仿Google.com，而徽标同时模仿了谷歌和百度，事件引发网友调侃，以及众多媒体与资本关注。网站设有搜索引擎和社交网络服务，提供“谷姐资讯”、“谷姐热点”、“谷姐社区”、“谷姐投票”等板块，风格以娱乐精神为主。管理团队早期接受媒体采访时介绍称，网站并非搜索引擎，只是个社交型交友平台。
谷歌公司最初拒绝置评，次月正式通过律师函要求谷姐网停止侵权使用其商标元素。谷姐网创始人“小炫”向媒体回应称商标并未侵权。网站于随后更换了域名，但没有调整网站内容。
2011年1月，谷姐网更换新标识，并宣布将于次月发布新产品。
2011年2月，谷姐网在深圳蛇口发布自主研发的社交搜索引擎，称“兼具谷歌和Facebook的优点”，30多家媒体与多位风投人士出席发布会。深圳市多位部门领导也于同年4月到谷姐网公司调研。截至2011年2月，谷姐团队有五十余名员工。